# TMO大曲
株式会社TMO大曲（ティーエムオーおおまがり）は、秋田県大仙市の一部地域を放送区域として超短波放送（FM放送）をする特定地上基幹放送事業者である。
FMはなび（エフエムはなび）の愛称でコミュニティ放送をしている。

## 概要
2015年8月8日、秋田県6番目のコミュニティ放送局として開局。
本社兼演奏所は、大曲駅前再開発地区「大曲ヒカリオ」南街区の健康福祉棟一階に入居している。
スタジオはガラス張りで、大曲ヒカリオ南街区の広場および健康福祉棟一階に設けられている市民サロンから生放送の様子が観覧可能。なお、2015年10月までは大仙市大曲中通町に本社兼演奏所を設けていた。
FM++によるサイマル配信をしており、パソコン・スマートフォンを通じても聴取可能。
秋田県コミュニティ放送連絡協議会に加盟している。

### イベント放送局
コミュニティ放送局開局の一年前の2014年8月、イベント放送局が開設された。ステーションネームは現在と同じ「FMはなび」。周波数と空中線電力は現在のコミュニティ放送の親局と同一である。
2014年8月上旬に試験電波の送信を開始。放送内容は大仙市の市政情報、大曲の花火ウィークに関連したイベントの生中継、交通情報、駐車場の満・空情報、気象情報を放送。
また、花火競技大会の実況生中継（2014年8月23日 18:00 - 22:00）は横手市のコミュニティ放送局・横手かまくらFMと2局同時生放送を行った。

## 送信所
周波数はすべて87.3MHz
| 送信所                 | 局名     | 空中線電力 | 設置場所                      |
| ---------------------- | -------- | ---------- | ----------------------------- |
| 親局                   | 大曲     | 20W        | 大仙市蛭川字熊野山4（大平山） |
| 中継局                 | 大沢郷   | 20W        | 大仙市大沢郷                  |
| 中継局                 | 協和稲沢 | 20W        | 大仙市協和稲沢                |
| ギャップフィラー中継局 | 南外     | 20W        | 大仙市南外                    |
| ギャップフィラー中継局 | 協和船岡 | 5W         | 大仙市協和船岡                |
| ギャップフィラー中継局 | 協和     | 20W        | 大仙市協和                    |
| ギャップフィラー中継局 | 伊岡     | 3W         | 大仙市内小友                  |

親局のコールサインはJOZZ2BM-FM、設置されている大平山にはテレビジョン放送の大曲中継局も設置
ギャップフィラー中継局は大仙市が受信障害対策中継放送の制度により免許を取得

## 沿革
- 2014年（平成26年）- 8月上旬から24日にかけて、イベント放送局「だいせんイベントエフエムほうそう」を開局。免許人は大曲の花火ウィーク実行委員会、コールサインJOYZ2AS-FM、周波数87.3MHz、空中線電力20W。
- 2015年（平成27年）
  - 6月12日 - 地上基幹放送局の予備免許取得。大仙市が南外・協和船岡ギャップフィラー中継局の予備免許取得。
  - 7月1日 - 試験電波発射開始[6]。
  - 7月31日 - 地上基幹放送局の免許取得および大仙市がギャップフィラー中継局2局の免許取得。本放送開始に先駆け、FMはなびを聴取できるアプリを一般配信開始[7]。
  - 8月8日 - 午前10時に本放送を開始。
  - 11月3日 - 本社およびスタジオを大仙市大曲中通町4-15から現在地に移転。
- 2016年（平成28年）
  - 9月9日 - 大仙市が協和・伊岡ギャップフィラー中継局の予備免許を取得。
  - 10月31日 - 大仙市が協和ギャップフィラー中継局の免許取得[8]。
  - 11月30日 - 大仙市が伊岡ギャップフィラー中継局の免許取得[8]。
- 2017年（平成29年）
  - 9月28日 - 大沢郷・協和稲沢中継局の予備免許取得。
  - 11月20日 - 大沢郷中継局の免許取得[8]。
  - 12月12日 - 協和稲沢中継局の免許取得[8]。
- 2018年（平成30年）5月8日 - 秋田県コミュニティ放送連絡協議会発足に伴い加盟[4]。

## 主な番組
【L】は、生放送。
- 【L】モーニングだいせん!（平日 7:00 - 8:30）
  - （木）宮古ホットライン 7:20 -
  - （月 - 木）秋田エプソン　いってらっしゃいタイム 7:30 -
  - （火 - 木）モーニング特派員 7:37 -
- 毎日がだいせん日和（平日 8:12 - 8:15、再放送 平日 11:37 - 11:40）
- いきいき体操（平日 9:55 - 10:00、13:55 - 14:00）
- 【L】花咲きレディオ（月 - 木曜・11:00 - 13:00）
  - （水・木）地域の元気のお役立ち グランマートがお送りする おかあさんありがとう・12:45 - 12:48、再放送 17:45 - 17:48
- お茶っこたいむ（月曜 10:00 - 10:30、再放送 平日 18:30 - 19:00）
  - まもるとちえこのドドンとおらほの歌っこ自慢!（月曜 10:00 - 10:30、再放送　水曜 18:30 - 18:45）
  - 長寿おうえん!いきいき広場（火曜 10:00 - 10:15、再放送 木曜 18:30 - 18:45）
  - だいせん朗読シアター（火曜 10:15 - 10:30、再放送　木曜 18:45 - 19:00）
  - じさまのあぐら ばさまのへなが（水曜 10:00 - 10:15、再放送　日曜 12:45 - 13:00）
  - 大仙コロンブス（水曜 10:15 - 10:30、再放送 火曜 12:30 - 12:45）
  - だいせん政経ワンポイント（木曜 10:00 - 10:15、再放送　水曜 18:45 -  19:00）
  - かさはらともじのスマイルRadio（木曜 10:15 - 10:30、再放送　土曜 12:30 - 12:45）
  - だいせんのわらしっこ（金曜 10:00 - 10:15、再放送　水曜 18:30 - 18:45・日曜 12:30 - 12:45）
  - N.U.大仙へGO（金曜 10:15 - 10:30、再放送 火曜 18:45 - 19:00）
- 【L】ジャンピン⤴︎（月曜 - 木曜 17:00 - 18:30）
  - （月 - 木）秋田エプソンお疲れタイム　17:30 -
  - （月）秋田ノーザンハピネッツ Go Fight 18:15 -
  - （火）街角お買い物レポート魔法のかご　17:45 - 17:50
  - （火）炸裂!青い稲妻　ブラウブリッツ秋田　18:15 -
  - （第3木）情熱カンパニー　18:15 - 18:20
- FMはなびハッピーアワー♪（金曜 7:00 - 8:30、11:00 - 13:00、17:00 - 18:30）
- Bright Futuer〜未来へのチャレンジ〜（第1・2・3・4月曜 18:30 - 18:45）
- 全員とも子（第1・2・3月曜 18:45 - 19:00）
- 防災だいせん（第4月曜 18:45 - 19:00）
- Bright future～未来へのチャレンジ～（第4月曜 18:30 - 18:45）
- FMはなびTOKYO（月曜 19:00 - 21:00）
  - 松本英子　- My story-（月曜 20:30 - 21:00、番組内）
- 【L】FMはなび パワーフライデー（金曜　7:00 - 8:30、11:00 - 13:00）
  - 秋田エプソン　いってらっしゃいタイム 7:30 -
  - 毎日がだいせん日和 8:12 - 、11:37 -
  - 情熱カンパニー（再放送） 第1金曜 12:45 - 12:50
- 花火の星（木曜 21:00 - 21:30）※ 全国花火競技大会のトーク番組。

※ミュージックバードforコミュニティFMにて、一部の地域以外は、日曜深夜（月曜深夜）4:00 - 4:30に放送している。
- Dナイ2（第3木曜 22:00 - 23:00、再放送　第3日曜　21:00 - 22:00）
- 気ままにハッピーday!（土曜 18:30 - 19:00、再放送　木曜 21:30 - 22:00）
- びおらラジオ「小さな一歩」（第4土曜 18:30 - 19:00、再放送　第4木曜 21:30 - 22:00）
- だいせん〜故郷の民話〜（土曜 12:00 - 12:30、日曜 12:00 - 12:30）
- 僕たちの軟式音楽部（土曜 21:00 - 21:30）
- 4匹の猫（土曜 21:30 - 22:00）
- NESIAD!!（土曜 22:00 - 23:00）
  - ユータのR/Lock音（第1・3土曜）
  - DJ yuusukeeのCLUBERS BIBLE（第2・4土曜　22:00 - 22:30）
  - NESAD FREEDOM※CNA秋田ケーブルテレビとのコラボ番組（第2・4土曜　22:30 - 23:00、再放送 第2・4日曜 13:30 - 14:00）
- キッチンクリップ（日曜 11:54 - 12:00）
- んだ。んだ。30分（13:00 - 13:30、再放送 金曜 18:30 - 19:00）※最終週を除く
- AKITA POWER Z（最終日曜 13:00 - 13:30）
- 【L】ラジオにあつまれ!おおまがりスーパーアリーナ（日曜 14:00 - 16:00）

自社制作番組以外の時間帯はミュージックバード（コミュニティ放送局向け）の番組を放送。
祝日は平日朝・昼・夕方の自社制作生放送が放送休止となり、該当時間帯にはミュージックバードの番組が放送される。また、年末年始は生放送以外にもほとんどの自社制作番組が休止となり同様の編成となる。